# Vitry-Laché
Vitry-Laché è un comune francese di 121 abitanti situato nel dipartimento della Nièvre nella regione della Borgogna-Franca Contea.

## Società

### Evoluzione demografica
Abitanti censiti